# Символ за рециклиране
Международният символ за рециклиране е широко възприет символ обозначаващ рециклируеми материали. Съставен е от три гонещи се стрелки образуващи мьобиусова лента с триъгълно очертание и символизиращи кръговрата в природата. Символът е обществено достояние и може да се използва свободно.

## Уникод
Символът и някои негови разновидност имат кодови позиции в Уникод.
| Кодова позиция | Символ | Название на символа              | Описание на български                          |
| -------------- | ------ | -------------------------------- | ---------------------------------------------- |
| U+2672         | ♲      | UNIVERSAL RECYCLING SYMBOL       | Оригиналният символ                            |
| U+267B         | ♻      | BLACK UNIVERSAL RECYCLING SYMBOL | Символът почернен                              |
| U+267C         | ♼      | RECYCLED PAPER SYMBOL            | Маркира продукт от рециклирана хартия          |
| U+267D         | ♽      | PARTIALLY-RECYCLED PAPER SYMBOL  | Маркира продукт от частично рециклирана хартия |

## История
През 1969-1970 г. световното внимание е привлечено от проблемите свързани с околната среда и довежда до създаването на Деня на Земята. Подбудена от това, чикагската компания Container Corporation of America — голям производител на рециклиран картон, спонсорира национален конкурс за дизайн символизиращ процеса на рециклиране. Конкурсът е спечелен от 23-годишния Гари Андерсън, студент в Южнокалифорнийския университет.
Заради своята простота и оригиналност символът бързо става популярен. Компанията CCA опитва да го регистрира като търговска марка, но заради възражения от страна на патентното бюро оттегля молбата си. Така символът става обществено достояние.

## Разновидности
- Официалният тайвански символ за рециклиране
- Този символ означава че опаковката е направена от 100% рециклирана хартия.
- Този символ обикновено се комбинира с различни буквено-цифрови кодове за рециклиране